# لکه سیاه شبدر
لکه سیاه شبدر (نام علمی: Cymadothea trifolii) نام یک گونه از رده دوثیدئومیستس است.